# Route aérienne Londres - New York
 (mai 2022).
La mise en forme du texte ne suit pas les recommandations de Wikipédia : il faut le « wikifier ».
Les points d'amélioration suivants sont les cas les plus fréquents :
- Les titres sont pré-formatés par le logiciel. Ils ne sont ni en capitales, ni en gras.
- Le texte ne doit pas être écrit en capitales (les noms de famille non plus), ni en gras, ni en italique, ni en « petit »…
- Le gras n'est utilisé que pour surligner le titre de l'article dans l'introduction, une seule fois.
- L'italique est rarement utilisé : mots en langue étrangère, titres d'œuvres, noms de bateaux, etc.
- Les citations ne sont pas en italique mais en corps de texte normal. Elles sont entourées par des guillemets français : « et ».
- Les listes à puces sont à éviter, des paragraphes rédigés étant largement préférés. Les tableaux sont à réserver à la présentation de données structurées (résultats, etc.).
- Les appels de note de bas de page (petits chiffres en exposant, introduits par l'outil «  Source ») sont à placer entre la fin de phrase et le point final[comme ça].
- Les liens internes (vers d'autres articles de Wikipédia) sont à choisir avec parcimonie. Créez des liens vers des articles approfondissant le sujet. Les termes génériques sans rapport avec le sujet sont à éviter, ainsi que les répétitions de liens vers un même terme.
- Les liens externes sont à placer uniquement dans une section « Liens externes », à la fin de l'article. Ces liens sont à choisir avec parcimonie suivant les règles définies. Si un lien sert de source à l'article, son insertion dans le texte est à faire par les notes de bas de page.
- La présentation des références doit suivre les conventions bibliographiques. Il est recommandé d'utiliser les modèles {{Ouvrage}}, {{Chapitre}}, {{Article}}, {{Lien web}} et/ou {{Bibliographie}}. Le mode d'édition visuel peut mettre en forme automatiquement les références.
- Insérer une infobox (cadre d'informations à droite) n'est pas obligatoire pour parachever la mise en page.

Pour une aide détaillée, merci de consulter Aide:Wikification.
Si vous pensez que ces points ont été résolus, vous pouvez retirer ce bandeau et améliorer la mise en forme d'un autre article.

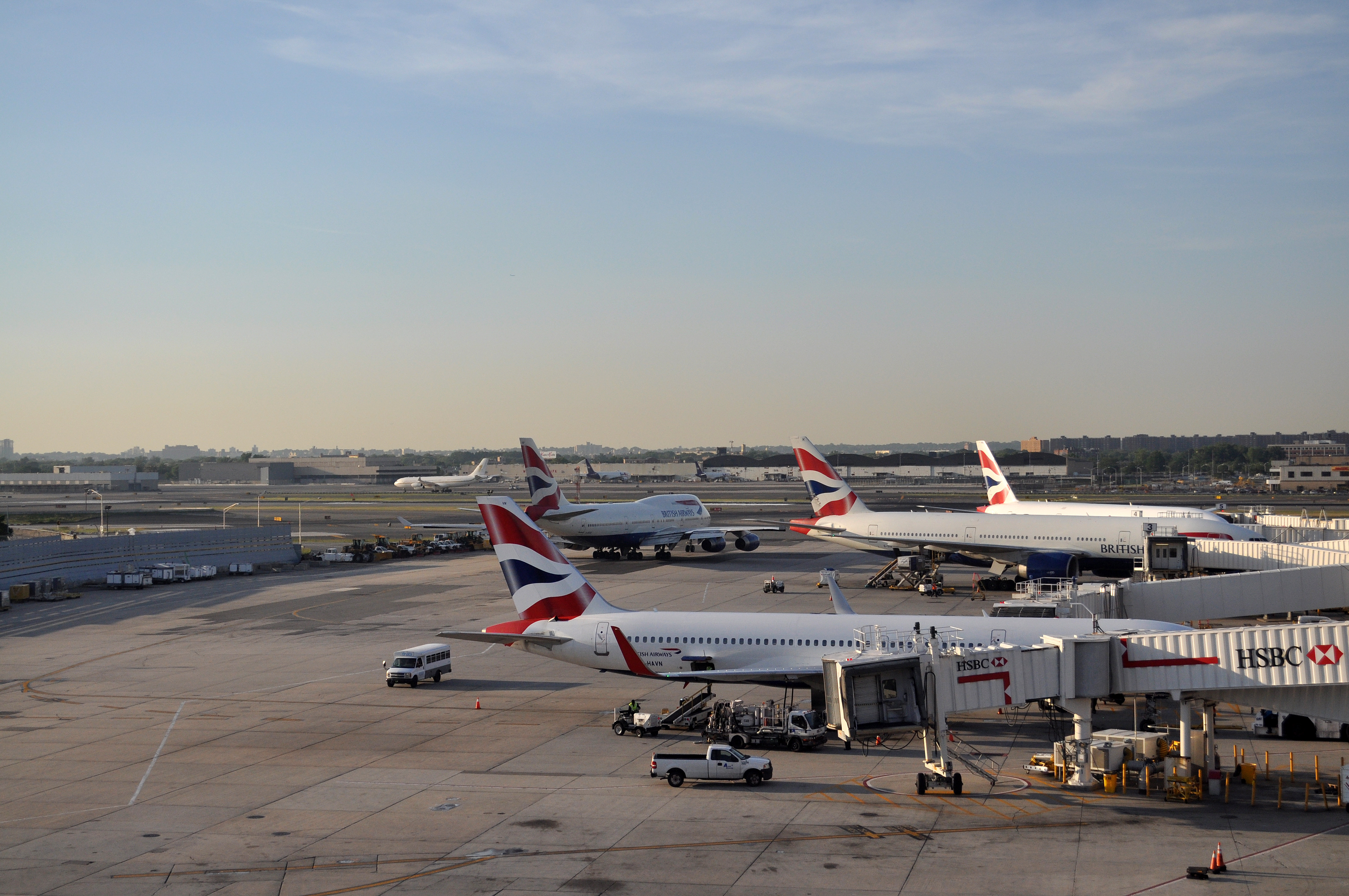
Des avions de British Airways à l'Aéroport international de New York - John-F.-Kennedy.

La route aérienne Londres - New York, longue de 2 999 milles nautiques (5 554 km) relie les deux seules villes globales de statut Alpha++. Cette route est aujourd'hui desservie par British Airways, Virgin Atlantic, American Airlines, Delta Air Lines et JetBlue Airways. Londres-Heathrow (LHR) et New York - John-F.-Kennedy (JFK) sont les principaux aéroports internationaux utilisés pour la route. Londres Gatwick et Liberty Newark accueillent aussi des vols Londres - New York. L'itinéraire supporte le plus grand nombre de passagers-kilomètres par an de tous les itinéraires dans le monde. En 2018, British Airways a fait un revenu de 1,16 milliard de dollars sur cette route, devenant la route la plus lucrative au monde pour une seule compagnie aérienne. Avec un trafic en 2018 de 3 034 155 de passagers, c'est la route transatlantique la plus empruntée. Chaque jour, il y a 18 vols directs LHR-JFK, 8 vols directs LHR-EWR, et 4 vols directs LGW-JFK; et un nombre équivalent dans les directions opposées, faisant un nombre de vols totaux sur la voie aérienne de 60. Le Boeing 777 est l'aéronef le plus utilisé aujourd'hui sur la route. L'Airbus A380 est rarement utilisé sur la route car la plupart des terminaux principaux à JFK ne sont pas aménagés pour accueillir l'aéronef. 
La route aérienne est considérée de haut profil, et a été utilisée par British Airways pour le service supersonique du Concorde. Les compagnies aériennes avec un service Londres - New York allouent généralement une partie plus grande des aéronefs aux sièges de première classe et de classe affaires que dans les autres vols internationaux.